# Budezonid
Budezonid je izrazito jaki kortikosteroid lokalnog djelovanja (200 puta jači od kortizola i 15 puta jači od prednizolona). Njegovo djelovanje je ograničeno na probavni trakt. Iako se u potpunosti apsorbira u krv, on prolazi kroz jetru gdje se metabolizira u steroide koji imaju 100 puta manju aktivnost nego sam budezonid. Stoga je jasno da jedino djelovanje budezonida jest ono u probavnom traktu prije nego što ga jetra biotransformira u praktički nedjelotvorni metabolit. 

Pripravci s budezonidom sastoje se od mikrotableta (peleta) obloženih acidorezistentnom ovojnicom koja se otapa na pH iznad 5,5. Na taj način, sam budezonid je zaštićen od djelovanja želučanog soka. Obično su te mikrotablete tako napravljene da postupno oslobađaju budezonid kako bi on djelovao u cijelom probavnom traktu. 

## Mehanizam djelovanja
Mehanizam djelovanja mu se zasniva na klasičnim efektima kortikosteroida - protuupalno i imunosupresivno djelovanje. 

## Primjena
Lijek se koristi u liječenju astme i neinfektivnog rinitisa. 
Budezonid se koristi za liječenje akutne Crohnove bolesti blagog do umjerenog oblika, kod koje je zahvaćen ileum i/ili uzlazni kolon. Terapija se ne čini korisnom u bolesnika s Crohnovom bolesti sa zahvaćenim gornjim dijelom gastrointestinalnog trakta (jejunum). Iako kortikosteroidna aktivnost budezonida dolazi do punog izražaja samo u probavnom traktu ipak se mogu javiti sve nuspojave karakteristične za kortikosteroide.

## Nuspojave
Neke od nuspojava: iritacija, bol i krvarenje iz nosa, kašalj, suhoća u ustima, nelagoda u trbuhu. 